# 続、冷たい雨
『続、冷たい雨』（ぞく、つめたいあめ）は、日本のロックバンド、cali≠gariの会場限定配布シングル。

タイトル曲1曲収録。2010年2月11日配布。

## 概説
- 2月11日、日本武道館にて行った『売り切れません、此処だけは――――。マ（ラ）ストライブ「解体」』にて、来場者に配布。

## 曲目
1. 続、冷たい雨
（作詞・作曲:桜井青）
「続」とタイトルに付いているが、時系列的には既存曲の「冷たい雨」が後日談にあたる。そのためライブではこちらの楽曲を演奏した後、アウトロが「冷たい雨」のイントロに繋がる様に演奏される。